# Xã Victor, Quận Roberts, Nam Dakota
Xã Victor (tiếng Anh: Victor Township) là một xã thuộc quận Roberts, tiểu bang Nam Dakota, Hoa Kỳ. Năm 2010, dân số của xã này là 180 người.